# Cappellificio La Familiare
Il Cappellificio La Familiare è stato un produttore italiano di cappelli.

## Storia
Il Cappellificio La Familiare fu fondato, con ogni probabilità (non esistendo alcuna documentazione sugli inizi della sua attività), attorno al 1905, come società cooperativa.

I soci fondatori erano una decina, ognuno dei quali partecipò con la cospicua cifra di 1.500 lire.
Due dei soci appartenevano alla ricca e potente famiglia Masini di Montevarchi e uno di essi sarà il primo Presidente della società.

Nel 1917 si trasforma in società in accomandita e nel 1921 in società per azioni, con un capitale sociale di oltre un milione e mezzo di lire. Nel 1939 il capitale sociale viene portato a 3.200.000 lire. Negli anni Cinquanta la presidenza passa dai Masini a Nino Donati, con il quale il cappellificio raggiungerà la sua massima espansione.

I suoi mercati più importanti sono la Germania, i paesi scandinavi e gli Stati Uniti.
Esportazioni di rilievo avvengono anche in Gran Bretagna, nei Paesi Bassi, in Canada ed in Giappone. Esporta perfino in Pakistan, in Nuova Zelanda, in Sudafrica, in Messico ed in Egitto.

Nel corso degli anni Sessanta incominciano a farsi sentire i primi segni di crisi. Il cappello, in particolare quello di feltro, che era la "specialità" della Familiare, non è più di moda e sia gli uomini che le donne non lo portano più.

Nel maggio del 1971 la società passa all'amministrazione controllata e si avvia alla chiusura, avvenuta nel 1976.

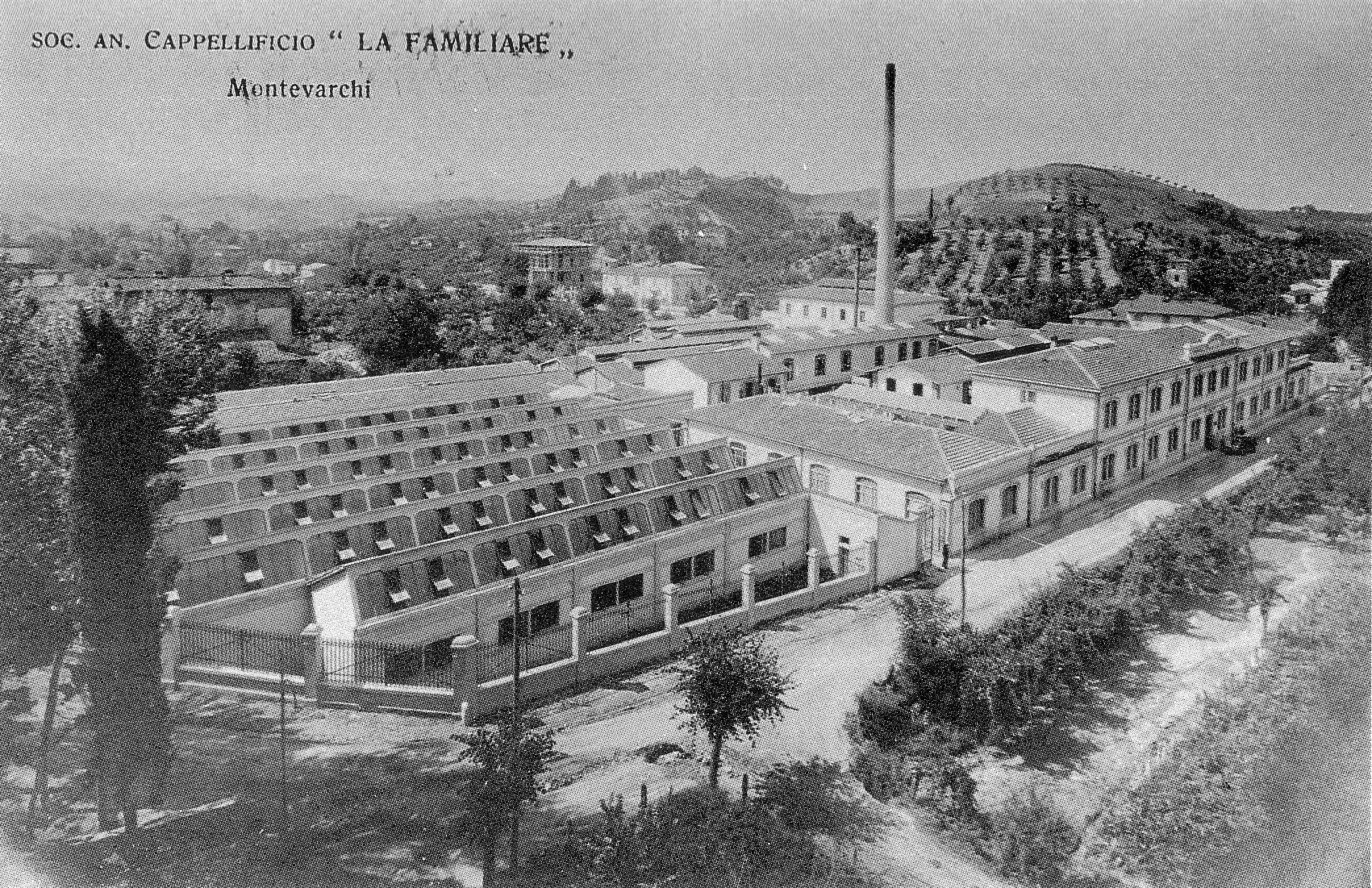
Cappellificio La Familiare